# Tildenville
Tildenville és una concentració de població designada pel cens dels Estats Units a l'estat de Florida. Segons el cens del 2000 tenia 513 habitants.

## Demografia
Segons el cens del 2000, Tildenville tenia 513 habitants, 169 habitatges, i 129 famílies. La densitat de població era de 565,9 habitants/km².
Dels 169 habitatges en un 34,9% hi vivien nens de menys de 18 anys, en un 41,4% hi vivien parelles casades, en un 30,8% dones solteres, i en un 23,1% no eren unitats familiars. En el 17,2% dels habitatges hi vivien persones soles el 5,3% de les quals corresponia a persones de 65 anys o més que vivien soles. El nombre mitjà de persones vivint en cada habitatge era de 3,04 i el nombre mitjà de persones que vivien en cada família era de 3,42.
Per edats la població es repartia de la següent manera: un 32,4% tenia menys de 18 anys, un 8% entre 18 i 24, un 30,8% entre 25 i 44, un 23% de 45 a 60 i un 5,8% 65 anys o més.
L'edat mediana era de 31 anys. Per cada 100 dones de 18 o més anys hi havia 92,8 homes.
La renda mediana per habitatge era de 36.250 $ i la renda mediana per família de 38.438 $. Els homes tenien una renda mediana de 26.500 $ mentre que les dones 20.893 $. La renda per capita de la població era d'11.488 $. Entorn del 10,5% de les famílies i l'11,7% de la població estaven per davall del llindar de pobresa.

## Poblacions més properes
El següent diagrama mostra les poblacions més properes.